# Baía do Seixal
A Baía do Seixal está inserida no estuário do rio Tejo banhando as freguesias de Amora, Corroios e Seixal, Arrentela e Aldeia de Paio Pires.
A Baía natural do Seixal é o ponto turístico de maior interesse de todo o município. Separa as cidades do Seixal e da Amora, sendo o elo entre as duas a Ponte da Fraternidade.
Meio de sustento dos pescadores de outros tempos, a baía do Seixal serviu de madrinha à embarcação típica do Seixal, a muleta, composta por oito velas (hoje extinta).
Actualmente é utilizada também para o abrigo das embarcações no Inverno e ainda conta com varinos e fragatas a navegar nas suas calmas águas.
Foi desta baía que a frota de Vasco da Gama saiu em direcção a Belém (Lisboa), pois as naus foram construídas no estaleiro da Quinta da Fidalga, hoje no centro da cidade.[carece de fontes?]